# 华塘镇
华塘镇，是中华人民共和国湖南省郴州市北湖区下辖的一个乡镇级行政单位。

## 行政区划
华塘镇下辖以下地区：
华塘社区、华塘村、吴山村、招旅村、三合村、石山头村、太排冲村、塘昌村、腊下村、土坑下村、大泉头村、南岸村、塔水村、油山村和豪里村。